# Cheviot (mouton)
Pour les articles homonymes, voir Cheviot.
Le cheviot est une race de moutons anglaise et écossaise originaire des monts Cheviot, entre le Northumberland et les Scottish Borders. En dehors de ces régions, elle est présente dans les Highlands, au pays de Galles, dans le Devon et le Somerset, et plus rarement en Australie, en Nouvelle-Zélande et aux États-Unis.
Cette race à la face blanche présente un double intérêt, à la fois pour sa viande et sa laine. Le bélier pèse entre 70 et 90 kg tandis que la brebis fait 50 à 70 kg. La toison d'une brebis mature peut atteindre 2 à 5 kg. La fibre, mesurant environ  30 µm ± 3 µm de diamètre,, est longue de 8 à 13 cm, avec un rendement de 50 à 75 %.